# Saint-Léger-Magnazeix
Saint-Léger-Magnazeix település Franciaországban, Haute-Vienne megyében. Lakosainak száma 489 fő (2022. január 1.). Saint-Léger-Magnazeix Dompierre-les-Églises, Cromac, Jouac, Lussac-les-Églises, Magnac-Laval, Mailhac-sur-Benaize és Saint-Hilaire-la-Treille községekkel határos.

## Népesség
A település népessége az elmúlt években az alábbi módon változott:
| Lakosok száma | 515  | 492  | 494  | 490  | 493  | 495  | 497  | 493  | 489  |
|               | 2013 | 2015 | 2016 | 2017 | 2018 | 2019 | 2020 | 2021 | 2022 |